# Le Grand Show
Pour les articles homonymes, voir Champs Élysées.
Le Grand Show est diffusé sur France 2 depuis 2012. C'est une émission qui est présentée par Michel Drucker en direct ou en différé, et qui met à chaque fois en scène un artiste principal et ses invités (chanteurs, comédiens...). Ensemble, ils chantent en duo, en trio ou en solo les grandes chansons de l'artiste principal et reprennent également quelques-uns des classiques du patrimoine français. Des magnétos proposent également de revoir plusieurs instants choisis de la carrière de l'artiste principal.
Pour la première édition avec Céline Dion, Véronic Dicaire coprésentait l'émission avec Michel Drucker.

## Le Grand Show de Céline Dion
Ce premier numéro a été diffusé en direct le 24 novembre 2012. Véronic Dicaire coprésentait l'émission avec Michel Drucker.

### Artistes présents
- Véronic Dicaire
- M Pokora
- Patrick Bruel
- Johnny Hallyday
- Michel Sardou
- Florent Pagny
- Catherine Salvador
- Vincent Niclo
- Dany Brillant
- Chimène Badi
- Tal

Et beaucoup d'autres artistes.
L'émission Céline Dion, Le Grand Show vu des Coulisses est diffusée le 4 janvier 2013 à 22 h 50.

## Le Grand show de Laurent Gerra
Le second numéro est diffusé en direct le 21 septembre 2013.

### Artistes présents
- Patrick Bruel
- Nolwenn Leroy
- Vincent Niclo
- Serge Lama
- Sylvie Vartan
- Louis Bertignac
- Pierre Perret
- Christophe
- Salvatore Adamo
- Gérard Lenorman

## Le Grand show de Patrick Bruel
Le troisième numéro est diffusé en direct le 26 octobre 2013.

### Artistes présents
- M Pokora
- Michel Sardou
- Emmanuel Moire
- Nicolas Peyrac
- Florent Pagny
- Julien Doré
- La Fouine
- Christophe Maé
- Elodie Frégé
- Serge Lama

L'émission "Patrick Bruel, Le Grand Show Vu Des Coulisses" a été diffusée le 28 décembre 2013 à 22H50.

## Le Grand show de Johnny Hallyday
Le quatrième numéro est diffusé le 21 décembre 2013.

### Artistes présents
- Tal
- M Pokora
- Roberto Alagna
- Christophe Maé
- Eddy Mitchell
- Zaz
- Patrick Bruel
- Florent Pagny (non diffusé)
- Birdy

## Le Grand show de Luis Mariano
Le cinquième numéro est diffusé le 1er mars 2014.

### Artistes présents
- Annie Cordy
- Charles Aznavour
- Serge Lama
- Vincent Niclo
- Les Stentors
- Patrick Fiori
- Anne Roumanoff
- Dave
- Chantal Ladesou
- Chico & les Gypsies
- Arielle Dombasle
- Mathieu Sempere
- Henry-Jean Servat
- Rossy de Palma

## Le Grand Show de Serge Lama
Le sixième numéro est diffusé le 22 mars 2014.

### Artistes présents
- Patrick Bruel
- Charles Aznavour
- Laurent Gerra
- Tal
- Christophe Mae
- Patrick Fiori
- Emmanuel Moire
- Vincent Niclo
- Pascal Obispo
- Maurane
- Marie-Paule Belle
- Sofia Essaidi

"Serge Lama, Le Grand Show Vu Des Coulisses" a été diffusé le 2 janvier 2015 à 23H35.

## Le Grand show de Florent Pagny
Le septième numéro est diffusé le 24 mai 2014.

### Artistes présents
- Calogero
- Indila
- Yannick Noah
- Kad Merad
- Garou
- Carmen Maria Vega
- Patrick Fiori
- Al Hy
- Pascal Obispo

"Florent Pagny, Le Grand Show Vu Des Coulisses" a été diffusé le 25 décembre 2014 à 23H00.

## Le Grand Show de Calogero
Le huitième numéro est diffusé le 25 octobre 2014.

### Artistes présents
- Johnny Hallyday
- Florent Pagny
- Maxime Leforestier
- Indila
- Pascal Obispo
- Julien Clerc
- Sœur Cristina
- Yseult

## Le Grand Show de Julien Clerc
Le neuvième numéro est diffusé en direct le 8 novembre 2014.

### Artistes présents
- Johnny Hallyday
- Alain Souchon
- Laurent Voulzy
- Zaz
- Véronique Sanson
- Carla Bruni
- Maxime Le Forestier
- Sandrine Kiberlain
- Adrien Gallo

## Le Grand Show de Roberto Alagna
Le dixième numéro est diffusé le 20 décembre 2014.

### Artistes présents
- Laurent Gerra
- Zaz
- Salvatore Adamo
- Maurane
- Vincent Niclo
- Il Divo
- Natasha St-Pier
- Anggun
- Les Stentors
- Frédéric François
- Chico & The Gypsies
- Billy Paul
- Aleksandra Kurzak

## Le Grand Show Adamo / Bécaud
Le onzième numéro est diffusé le 31 janvier 2015.

### Artistes présents
- Serge Lama
- Vincent Niclo
- Chimène Badi
- Hélène Ségara
- Roch Voisine
- Julien Clerc
- Jeanne Cherhal
- Calogero
- Kendji Girac
- Dany Brillant
- Kitty Bécaud, la femme de Gilbert Bécaud
- Emily Bécaud, la fille de Gilbert Bécaud

## Le Grand Show de Chico & The Gypsies
Le douzième numéro est diffusé 28 février 2015.

### Artistes présents
- Mireille Mathieu
- M Pokora
- Hugues Aufray
- Enrico Macias
- Daniel Guichard
- Lisa Angell
- Camille Lou
- Billy Paul
- Collectif Métissé
- Luyana
- Santa Esmeralda
- Black M
- Soprano
- Gérard Lenorman
- Ishtar

## Le Grand Show de Jean Ferrat
Le treizième numéro est diffusé le 14 mars 2015.
L'enregistrement a eu lieu le 9 février 2015

### Artistes présents
- Isabelle Aubret
- Patrick Bruel
- Marc Lavoine
- Didier Barbelivien
- Cali
- Daniel Guichard
- Grégoire
- Shy'm
- Raphael
- Natasha St-Pier
- Patrick Fiori
- Benabar
- Julien Doré
- Hubert-Félix Thiéfaine
- Zebda

## Le Grand Show de Johnny Hallyday
Le quatorzième numéro est diffusé le 28 novembre 2015.
Il s'agit du second Grand Show consacré à Johnny Hallyday.

### Artistes présents
- Adèle
- Jacques Dutronc
- Eddy Mitchell
- Véronique Sanson
- Mika
- Laurent Voulzy
- Alain Souchon
- Patrick Bruel
- Louane
- Laurent Gerra
- Shy'm

## Le Grand Show de Michel Delpech
Le quinzième numéro est diffusé le 23 janvier 2016.
Il s'agit d'un hommage à Michel Delpech.

### Artistes présents
- Patrick Bruel
- Julien Clerc
- Kendji Girac
- Marc Lavoine
- Serge Lama
- Bénabar
- Sheila
- Laurent Voulzy
- Nolwenn Leroy
- Calogero
- Pascal Obispo
- Alain Chamfort
- Isabelle Boulay
- Cali
- Didier Barbelivien

## Le Grand Show Symphonique de Pascal Obispo
Le seizième numéro du Grand Show est consacré à Pascal Obispo.
Pour la première fois, il s'agit d'un grand show symphonique.
Tourné le 9 mai, il sera diffusé le samedi 28 mai à 20H55.

### Artistes présents
- Julien Clerc
- Calogero
- Florent Pagny
- Christophe Maé
- Natasha St-Pier
- Garou
- Vincent Niclo
- Benabar
- Nolwenn Leroy

## Le Grand Show fête le Cinéma
Le dix-septième numéro du Grand Show est consacré au cinéma, à l'occasion de la Fête du Cinéma.
Une pléiade de chanteurs et acteurs sont pour l'occasion sur la plateau.
Tourné les 15 et 16 juin, il est diffusé le 25 juin à 20 h 55.

### Artistes présents
- Franck Dubosc
- Line Renaud
- François-Xavier Demaison
- Marie-Anne Chazel
- Claude Lelouch
- Omar Sy
- Jean Reno
- Danièle Thompson
- Dominique Besnehard
- Marina Kaye
- Zucchero
- Tal
- Patrick Bruel
- Résiste
- Dany Boon
- Jérôme Commandeur
- Ary Abittan

## Le Grand Show de Céline Dion
Le dix-huitième numéro du Grand Show est à nouveau consacré à Céline Dion.
Il est diffusé le samedi 1er octobre 2016.

### Artistes présents
- Véronique Sanson
- Patricia Kaas
- Serge Lama
- Marc Lavoine
- Véronic DiCaire
- Robert Charlebois
- M. Pokora
- Kids United
- Christophe Maé
- Claudio Capéo
- Cœur de pirate
- Vincent Niclo
- Amir
- Tal
- Arthur H
- Jain

## Le Grand Show de l'Humour: les comiques préférés des Français
Le dix-neuvième numéro de l'émission est une spéciale humour, avec les humoristes préférés des français. Ils rejouent sur scène leurs plus grands sketchs.
Il est enregistré le 30 janvier 2017 au Zénith de Paris et diffusé le samedi 4 février 2017.

### Artistes présents
- Dany Boon
- Anne Roumanoff
- Laurent Gerra
- Les Chevaliers du Fiel
- Chantal Ladesou
- Jean-Marie Bigard
- Anthony Kavanagh
- Les Bodin's
- Roland Magdane
- Olivier de Benoist
- Ahmed Sylla
- Gad Elmaleh (magneto)
- Franck Dubosc (magneto)
- Issa Doumbia
- Michèle Laroque
- Pierre Palmade
- Chevalier & Laspales
- Haroun
- Florent Peyre
- Nawell Madani

## Le Grand Show de l'humour: 50 comiques préférés des français
Le vingtième numéro de l'émission est une spéciale humour, avec les humoristes préférés des français. Ils rejouent sur scène leurs plus grands sketchs.
Ce deuxième Grand show de l'humour est diffusé le samedi 16 décembre 2017.

### Invités
- Florence Foresti
- Laurent Gerra
- Gad Elmaleh
- Franck Dubosc
- Elie Semoun
- Muriel Robin
- Michèle Laroque
- Dany Boon
- Anne Roumanoff
- Jean-Marie Bigard
- Roland Magdane
- Les Bodin's
- Les Chevaliers du Fiel
- Michel Leeb
- Mathieu Madénian
- Amelle Chahbi
- Olivier de Benoist
- Alex Vizorek
- Arnaud Tsamère
- Zize Dupanier
- Jérôme Commandeur

## Le Grand Show des Chevaliers du Fiel
Le vingt-et-unième numéro de l'émission est, une fois de plus, un Grand Show de l'Humour, entièrement consacré aux Chevaliers du Fiel.
Il est enregistré à La Seine Musicale. Ce numéro est diffusé le samedi 17 mars 2018.

### Invités
- Chantal Ladesou
- Jean-Marie Bigard
- Marthe Villalonga
- Jeanfi Janssens
- Anne Roumanoff
- Roland Magdane
- Bruno Lochet
- Olivier De Benoist
- Sophie Mounicot
- Les Bodin's
- Sellig
- Les Jumeaux
- Alil Vardar

## Le Grand Show de l'humour: 50 comiques préférés des français
Le vingtième-deuxième numéro de l'émission est une spéciale humour, avec les humoristes préférés des français. Ils rejouent sur scène leurs plus grands sketchs.
Ce troisième Grand show de l'humour est diffusé le samedi 1er décembre 2018.

### Invités
- Franck Dubosc
- Kev Adams
- Laurent Gerra
- Michèle Laroque
- Pierre Palmade
- Les Bodin's
- Anne Roumanoff
- Chantal Ladesou
- Roland Magdane
- Fabrice Eboué
- Les Chevaliers du Fiel
- Jean-Marie Bigard
- Laura Laune
- Eric Antoine
- Olivier de Benoist
- Elie Semoun
- Nadia Roz
- Alex Ramirès
- Gus
- Les Coquettes

## Audiences
| Émission No | Invité(s)                             | Type de diffusion | Jour et horaire de diffusion           | Audience moyenne          | Audience moyenne | Classement des audiences de la soirée | Références |
| Émission No | Invité(s)                             | Type de diffusion | Jour et horaire de diffusion           | Nombre de téléspectateurs | PDM              | Classement des audiences de la soirée | Références |
| ----------- | ------------------------------------- | ----------------- | -------------------------------------- | ------------------------- | ---------------- | ------------------------------------- | ---------- |
| 1           | Céline Dion                           | Direct            | Samedi 24 novembre 2012 20:50 - 00:00  | 4 850 000                 | 23,2 %           | 2e                                    | [ 2 ]      |
| 2           | Laurent Gerra                         | Direct            | Samedi 21 septembre 2013 20:50 - 00:00 | 4 790 000                 | 23,9 %           | 2e                                    | [ 3 ]      |
| 3           | Patrick Bruel                         | Direct            | Samedi 26 octobre 2013 20:50 - 00:00   | 3 344 000                 | 16,5 %           | 2e                                    | [ 4 ]      |
| 4           | Johnny Hallyday                       | Enregistrée       | Samedi 21 décembre 2013 20:50 - 23:10  | 4 278 000                 | 18,8 %           | 2e                                    | [ 5 ]      |
| 5           | Luis Mariano                          | Enregistrée       | Samedi 1er mars 2014 20:50 - 23:10     | 3 056 000                 | 13,4 %           | 3e                                    | [ 6 ]      |
| 6           | Serge Lama                            | Enregistrée       | Samedi 22 mars 2014 20:50 - 23:05      | 3 112 000                 | 13,7 %           | 3e                                    | [ 7 ]      |
| 7           | Florent Pagny                         | Enregistrée       | Samedi 24 mai 2014 20:50 - 23:05       | 3 641 000                 | 17 %             | 3e                                    | [ 8 ]      |
| 8           | Calogero                              | Enregistrée       | Samedi 25 octobre 2014 20:50 - 23:05   | 2 646 000                 | 12,7 %           | 3e                                    | [ 9 ]      |
| 9           | Julien Clerc                          | Direct            | Samedi 8 novembre 2014 20:50 - 23:05   | 2 796 000                 | 13,6 %           | 3e                                    | [ 10 ]     |
| 10          | Roberto Alagna                        | Enregistrée       | Samedi 20 décembre 2014 20:50 - 23:05  | 3 200 000                 | 14,5 %           | 3e                                    | [ 11 ]     |
| 11          | Salvatore Adamo et Gilbert Bécaud     | Enregistrée       | Samedi 31 janvier 2015 20:50 - 23:05   | 2 700 000                 | 11,8 %           | 3e                                    | [ 12 ]     |
| 12          | Chico & The Gypsies                   | Enregistrée       | Samedi 28 février 2015 20:50 - 23:05   | 2 420 000                 | 11,3 %           | 3e                                    | [ 13 ]     |
| 13          | Jean Ferrat                           | Enregistrée       | Samedi 14 mars 2015 20:50 - 23:05      | 3 460 000                 | 15,7 %           | 2e                                    | [ 14 ]     |
| 14          | Johnny Hallyday                       | Enregistrée       | Samedi 28 novembre 2015 20:50 - 23:05  | 3 885 000                 | 17,9 %           | 2e                                    |            |
| 15          | Michel Delpech                        | Enregistrée       | Samedi 23 janvier 2016 20:50 - 23:05   | 4 044 000                 | 19,4 %           | 1re                                   | [ 15 ]     |
| 16          | Pascal Obispo                         | Enregistrée       | Samedi 28 mai 2016 20:50 - 23:05       | 2 265 000                 | 11,1 %           | 5e                                    | [ 16 ]     |
| 17          | Le Cinéma                             | Enregistrée       | Samedi 25 juin 2016 20:50 - 23:05      | 1 729 000                 | 9,4 %            | 4e                                    | [ 17 ]     |
| 18          | Céline Dion                           | Enregistrée       | Samedi 1er octobre 2016 20:50 - 23:05  | 2 726 000                 | 14,9 %           | 3e                                    | [ 18 ]     |
| 19          | L'humour                              | Enregistrée       | Samedi 4 février 2017 21:05 - 23:25    | 3 759 000                 | 18,9 %           | 2e                                    |            |
| 20          | Les 50 comiques préférés des français | Enregistrée       | Samedi 16 décembre 2017 21:05 - 23:25  | 2 900 000                 | 13,2 %           | 3e                                    | [ 19 ]     |
| 21          | Les Chevaliers du Fiel                | Enregistrée       | Samedi 17 mars 2018 21:05 - 23:25      | 2 200 000                 | 11 %             | 3e                                    | [ 20 ]     |
| 22          | Les 50 comiques préférés des français | Enregistrée       | Samedi 1er décembre 2018 21:05 - 23:25 |                           |                  |                                       |            |

Légende :
- Chiffres d'audience les plus hauts
- Chiffres d'audience les plus bas